# Teatr Wiczy
Teatr Wiczy – teatr alternatywny założony 11 listopada 1991 roku. Założycielem i kierownikiem artystycznym teatr jest Romuald Wicza-Pokojski.

## Historia
Teatr Wiczy został założony 11 listopada 1991 roku przez licealistę Romualda Wiczę-Pokojskiego (według innego źródła przez brodnickich licealistów). Teatr powstał z okazji uczczenia odzyskania niepodległości przez Polskę. Siedzibą teatr był Brodnicki Dom Kultury, w 1997 roku istnieje on w Toruniu. Mieścił się w Wojewódzkim Ośrodku Animacji Kultury przy ul. Szpitalnej 8, w latach 2004–2009 w piwnicach Ratusza Staromiejskiego przy Rynku Staromiejskim, od 2009 roku przy ul. Szymanowskiego 20/5. W 2016 roku teatr obchodził 25-lecie istnienia, z tej okazji wystawił spektakl pt. „Dobroć nasza dobroć” według reżyserii i scenariusza Romualda Wiczy-Pokojskiego. Co najmniej od 2017 roku nie ma własnej siedziby.
Poza Polską występował m.in. w Armenii, Czarnogórze, Danii, Francji, Grecji, Hiszpanii, Irlandii, Niemczech, Szwecji, Wielkiej Brytanii, we Włoszech oraz na Litwie.
Wybrane spektakle Teatru Wiczy: „Sarkazja” (1994), „Siechce” (1996), „Sezon w piekle” (1999), „Krakersy” (2000), „Czyściciel dywanów” (2002, 2005), „Po prostu” (2003), „Emigranci” (2004), „Cesarz” (2005), „Złamane paznokcie. Rzecz o Marlenie Dietrich” (2007), „Ja. Dyktator” (2011), „Dobroć nasza dobroć” (2016).